# Madona de Haller (Dürer)
A Madona de Haller é uma pintura a óleo de Albrecht Dürer, datada entre 1496 e 1499. Está agora na Galeria Nacional de Arte, Washington, DC. O verso também contém uma pintura completa de Dürer, intitulada Ló e Suas Filhas.